# Mustafa Durak
Mustapha Durak (sinh ngày 13 tháng 8 năm 1988) là một cầu thủ bóng đá Pháp thi đấu ở vị trí tiền vệ cánh phải cho Boluspor. Anh là người gốc Thổ Nhĩ Kỳ.

## Sự nghiệp
Anh bắt đầu sự nghiệp ở đội dự bị của câu lạc bộ quê nhà Strasbourg trước khi đến Bỉ với Excelsior Virton năm 2009. Anh thi đấu ở Gap trước khi gia nhập Niort mùa hè năm 2011. Durak là một phần của đội đạt á quân Championnat National mùa giải 2011–12, theo đó thăng hạng Ligue 2.
Cuối mùa giải 2012–13 Durak, cùng với 4 cầu thủ khác được thông báo không gia hạn hợp đồng với Niort mùa giải tiếp theo.